# 乌拉街沿江古城址
乌拉街沿江古城址，由富尔哈古城、大常古城和三家子古城组成，分别位于吉林省吉林市龙潭区乌拉街满族镇的富尔村、大常村和三家子村。2013年3月，中国国务院将三处古城遗址以“乌拉街沿江古城址”之名列入第七批全国重点文物保护单位（古遗址）。

## 富尔哈城
富尔哈城址，亦称富尔哈古城，史称“伏尔哈”城，为金代古城，并为明代、清代沿用。2007年5月31日，以富尔哈城址之名列为吉林省文物保护单位，类型为古遗址。该文物保护单位由吉林市文物管理处管理。富尔哈城址的历史年代为金—清。

## 大常古城、三家子古城
大常古城現存兩处角楼、三处城門們遗址，城墙外附有瓮城，城外存有护城壕遗迹；三家子古城，当地人俗称“老城”或“小城子”，是研究金代城址建筑重要的实物资料。1961年被定为省级文物保护单位。